# Peder Neergaard
Peder Neergaard (født 25. september 1801 i Kåstrup nord for Thisted, død 11. maj 1863 i København) var en dansk sognepræst og politiker.
Neergaard blev student fra Aalborg Skole i 1822 og cand.theol. i 1827. Han var præst i Flade og Gærum Sogne fra 1830 til 1845, og i Ugilte og Tårs Sogne fra 1845 til 1861. Han var medlem af Folketinget valgt i Hjørring Amts 1. valgkreds (Frederikshavnskreden) 1849-1852, men genopstillede ikke ved valget i 1852. Neergaard søgte også valg til Den Grundlovgivende Rigsforsamling i Frederikshavn, men tabte med kun ni stemmers forskel til proprietær Severin Hastrup.
Han blev gift 13. september 1833 i Budolfi Kirke med Julie Erasmine Christiane f. Eibe (14. februar 1814 i Billestrand – 17. december 1880). Han var far til senere statsminister Niels Neergaard. Hans datter Alvilde Neergaard ægtede præsten Frits Schjøtt.